# 热尔格伊
热尔格伊（法語：Gergueil，法語發音：[ʒɛʁɡœj]）是法国科多尔省的一个市镇，属于第戎区。

## 地理
热尔格伊（47°14'25"N, 4°49'6"E）面积9.93 平方千米，位于法国勃艮第-弗朗什-孔泰大區科多尔省，该省份为法国中东部省份，北起奥布省，西接涅夫勒省和约讷省，南至索恩-卢瓦尔省，东南接汝拉省，东临上索恩省，东北部与上马恩省接壤。
与热尔格伊接壤的市镇（或旧市镇、城区）包括：阿尔塞、泰尔南、圣让德伯夫、乌什河畔圣维克托、瑟姆藏日、于尔西、乌什河畔日塞、瓦尔福雷。

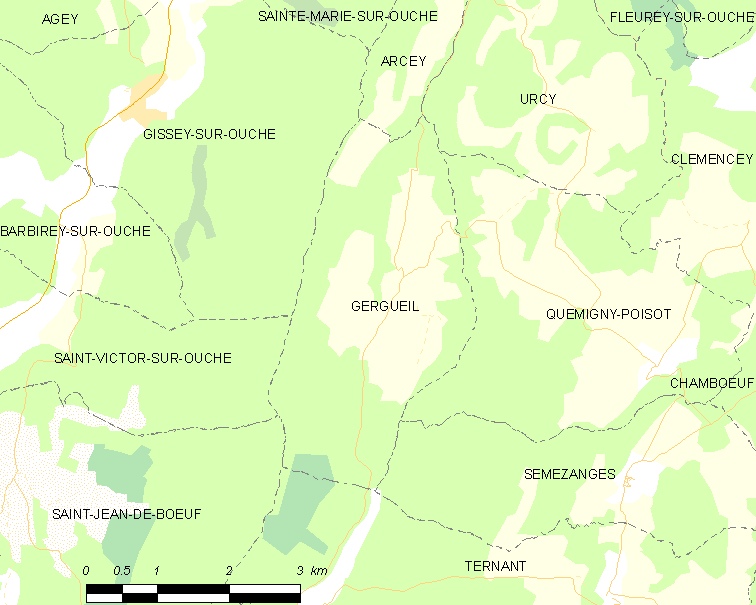
热尔格伊的OSM定位图

热尔格伊的时区为UTC+01:00、UTC+02:00（夏令时）。

## 行政
热尔格伊的邮政编码为21410，INSEE市镇编码为21293。

## 政治
热尔格伊所属的省级选区为塔朗县。

## 人口

1962-2008年间热尔格伊人口变化图示

热尔格伊于2022年1月1日时的人口数量为127人。